# گل‌آباد سفلی
گل‌آباد سفلی، روستایی در دهستان ژاله‌ای بخش کرباسک شهرستان زابل در استان سیستان و بلوچستان ایران است.

## جمعیت
بر پایه سرشماری عمومی نفوس و مسکن در سال ۱۳۹۵، جمعیت این روستا برابر با ۳۵۵ نفر (۹۵ خانوار) بوده‌است.